# Budismo Chan
O Budismo Chan (chinês tradicional: 禪, chinês simplificado: 禅, pinyin: Chán), do sânscrito dhyāna (que significa " meditação " ou "estado meditativo"  ), é uma escola chinesa do budismo mahayana. Desenvolveu-se na China a partir do século VI d.C, tornando-se especialmente popular durante as dinastias Tang e Song.
A tradição Chan é riginária do Zen Budismo (a pronúncia japonesa do mesmo caractere "Chan", que é o nome mais usado para a escola em inglês). O Budismo Chan se espalhou do sul da China para o Vietnã como Thiền e do norte para a Coréia como Seon e, no século 13, para o leste do Japão como Zen japonês.

## História
Os registros históricos necessários para um relato completo e preciso da história do início do Chan não existem mais. A história do Budismo Chan na China pode ser dividida em vários períodos. O Zen, como o conhecemos hoje, é o resultado de uma longa história, com muitas mudanças e fatores contingentes. Cada período teve diferentes tipos de Zen, alguns dos quais permaneceram influentes enquanto outros desapareceram.
Ferguson distingue três períodos do século V ao século XIII:
1. O período lendário, de Bodhidharma no final do século V à rebelião de An Lushan por volta de 765 DC, no meio da Dinastia Tang. Poucas informações escritas foram deixadas deste período.  É a época dos Seis Patriarcas, incluindo Bodhidharma e Huineng, e da lendária "divisão" entre a Escola do Norte e a Escola do Sul de Chán.[3]
2. O período clássico, do final da Rebelião Lushan por volta de 765 DC até o início da Dinastia Song por volta de 950 DC. Esta é a época dos grandes mestres de Chán, como Mazu Daoyi e Linji Yixuan , e da criação do gênero yü-lü , as gravações dos ditos e ensinamentos desses grandes mestres.[3]
3. O período literário, de cerca de 950 a 1250,  que abrange a era da Dinastia Song (960 a 1279). Nessa época, as coleções de gongan foram compiladas, coleções de ditos e atos de mestres famosos, acompanhadas de poesia e comentários. Este gênero reflete a influência dos literatos no desenvolvimento do Chan. Este período idealizou o período anterior como a "época áurea" de Chan, produzindo a literatura em que se retratava a espontaneidade dos mestres consagrados.[3]

Embora McRae tenha reservas sobre a divisão da história de Chán em fases ou períodos,  ele, no entanto, distingue quatro fases na história de Chan:
1. Proto-Chan (c. 500-600) (Dinastias do Sul e do Norte (420 a 589) e Dinastia Sui (589-618 CE)). Nesta fase, o Chan se desenvolveu em vários locais do norte da China. Foi baseado na prática de dhyana e está conectado às figuras de Bodhidharma e Huike. Seu texto principal são as Duas Entradas e as Quatro Práticas , atribuídas a Bodhidharma.[8]
2. Período inicial (c. 600–900) (Dinastia Tang (618–907 DC)). Nesta fase, o Chan deu os primeiros contornos claros. As figuras principais são o quinto patriarca Daman Hongren (601-674), seu herdeiro do dharma Yuquan Shenxiu (606? -706), o sexto patriarca Huineng (638-713), protagonista da quintessencial Plataforma Sutra e Shenhui (670-762) ), cuja propaganda elevou Huineng ao status de sexto patriarca. As facções principais são Escola do Norte, Escola do sul e a Escola "Cabeça de boi".[8]
3. Chan Intermediário (c. 750-1000) (da Rebelião An Lushan (755-763) até o período de Cinco Dinastias e Dez Reinos (907-960 / 979)). Nesta fase desenvolveu-se o conhecido Chan dos mestres zen iconoclastas. As figuras principais são Mazu Daoyi (709-788), Shitou Xiqian (710-790), Linji Yixuan (falecido em 867) e Xuefeng Yicun (822-908). As facções principais são a escola de Hongzhou e a facção de Hubei.  Um texto importante é a Antologia do Salão Patriarcal (952), que apresenta uma grande quantidade de "histórias de encontros" e a conhecida genealogia da escola Chan.[8]
4. Período da Dinastia Song c. 950–1300). Nesta fase, o Chan tomou sua forma definitiva incluindo a imagem da "idade de ouro" do Chan da Dinastia Tang, e o uso de koans para estudo individual e meditação. As principais figuras são Dahui Zonggao (1089–1163), que introduziu a prática Hua Tou , e Hongzhi Zhengjue (1091–1157), que enfatizou Shikantaza . As facções principais são a escola Linji e a escola Caodong. As coleções clássicas de koan, como o do Penhasco Azul, foram reunidas neste período, que refletem a influência dos "literatos" no desenvolvimento do Chan. Nesta fase, o Chan é transportado para o Japão e exerce uma grande influência sobre Seon coreano via Jinul.[8]

Nem Ferguson nem McRae fornecem uma periodização para o Chán chinês após a dinastia Song, embora McRae mencione: "pelo menos uma fase pós - clássica ou talvez várias fases".